# Raksjauratje
Raksjauratje eller Ráksjávrátje är en sjö i Sorsele kommun i Lappland och ingår i Umeälvens huvudavrinningsområde. Sjön har en area på 0,0789 kvadratkilometer och ligger 835,2 meter över havet. Raksjauratje ligger i Vindelfjällen Natura 2000-område. Kungsleden passerar sjön.

## Delavrinningsområde
Raksjauratje ingår i det delavrinningsområde (733128-150939) som SMHI kallar för Ovan Libojukke. Medelhöjden är 805 meter över havet och ytan är 10,57 kvadratkilometer. Räknas de 5 avrinningsområdena uppströms in blir den ackumulerade arean 37,78 kvadratkilometer. Karsbäcken som avvattnar avrinningsområdet har biflödesordning 4, vilket innebär att vattnet flödar genom totalt 4 vattendrag innan det når havet efter 424 kilometer. Avrinningsområdet består mestadels av kalfjäll (99 procent). Avrinningsområdet har 0,08 kvadratkilometer vattenytor vilket ger det en sjöprocent på 0,7 procent.